# Lucilia appendicifera
Lucilia appendicifera är en tvåvingeart som beskrevs av Fan 1965. Lucilia appendicifera ingår i släktet Lucilia och familjen spyflugor. Inga underarter finns listade i Catalogue of Life.